# Битка при Сетина
Битката при Сетина е поражението, което българският цар Иван Владислав търпи през есента на 1017 г. от византийски войски, предвождани от стратега Константин Диоген и император Василий II.

## Предхождащи събития
След десетилетни борби за покоряване на България през лятото на 1014 г. Василий II печели решителна победа край Беласица. Възползвайки се от дестабилизирането на българската държава след смъртта на цар Самуил (6 октомври 1014 г.), византийците проникват дълбоко в Македония (по това време държавно-политическо средище на България) и превземат редица крепости (Битоля, Прилеп, Охрид, Воден, Мъглен). След безуспешен опит за помирение с императора цар Иван Владислав организира отпор. С помощта на войводите Ивац и Кракра са отвоювани част от изгубените градове. В битката на Пелагонийското поле (септември 1015 г.) и при обсадата на Перник (лятото на 1016 г.) византийците търпят неуспехи.

## Войната през 1017 г.
През 1017 г. Василий II нахлува за пореден път в България с голяма армия, в която служат и руски наемници. Цел на похода му е крепостта Костур, която осигурява контрол върху пътищата между византийските владения в Тесалия и по крайбрежието на днешна Албания. Част от силите си императорът изпраща заедно с пълководците Константин Диоген и Давид Арианит да опустошат Пелагонийското поле. Самият император превзема няколко малки български крепости, но Костур се оказва непревземаем.
По същото време управителят на Перник и областта около Сердика Кракра събира войски и в съгласие с Иван Владислав подготвя удар срещу византийците в Североизточна България, която е под византийска власт от 1000/1001 г. Известéн за преговорите на Кракра с печенегите, Василий II е разтревожен за дунавската граница и предприема отстъпление от Костур. Българското контранастъпление в Подунавието не се осъществява, поради отказа на печенегите да го подкрепят. Научавайки за това, византийският император отново навлиза в териториите, контролирани от българите. Крепостта Сетина, разположена между Острово и Битоля южно от завоя на Черна, е превзета.
Цар Иван Владислав се разполага с войските си близо до византийския лагер. За да го отблъсне, Василий II изпраща срещу него военачалника Константин Диоген със силни отряди. Диогеновите войски попадат в клопка, устроена от българите, и са силно притиснати. Опасявайки се от разгром на своя военачалник, 60-годишният император повежда лично останалите си войски към полесражението. Българите разбират за това и отстъпват, преследвани от Константин Диоген. Според византийския летописец Йоан Скилица битката завършва с тежко поражение на българите, които дават много убити и двеста пленници

## Следващи събития
Битката при Сетина не решава изхода от войната. След постигнатите успехи, през януари 1018 г. Василий II се оттегля в столицата си Константинопол. Българите се възползват от това и нападат адриатическото пристанище Драч. Едва гибелта на цар Иван Владислав под стените на тази крепост води до разпадане на съпротивата срещу византийците. През същата 1018 г. Първото българско царство престава да съществува, а до началото на 1019 г. са покорени последните му области, останали извън обсега на византийските походи